# Tomosvaryella lynchi
Tomosvaryella lynchi är en tvåvingeart som först beskrevs av Shannon 1927.  Tomosvaryella lynchi ingår i släktet Tomosvaryella och familjen ögonflugor. Inga underarter finns listade i Catalogue of Life.